# Хребтово (Угличский район)
Хребтово — село в Угличском районе Ярославской области около речки Поймишка, по которой проходит граница с Калязинским районом Тверской области. Население на 1 января 2007 года — 31 человек.